# Koty-Rybno
Koty-Rybno – wieś w Polsce położona w województwie podlaskim, w powiecie grajewskim, w gminie Grajewo.
W latach 1975–1998 miejscowość administracyjnie należała do województwa łomżyńskiego.
Przez północne krańce miejscowości przepływa rzeka Ełk. 
Wierni kościoła rzymskokatolickiego należą do parafii Matki Bożej Nieustającej Pomocy w Grajewie.

## linki zewnętrzne
- Koty 1 b) K.-Rybno, [w:] Słownik geograficzny Królestwa Polskiego, t. IV: Kęs – Kutno, Warszawa 1883, s. 501.